# (506121) 2016 BP81
(506121) 2016 BP81 est un objet transneptunien binaire faisant partie des cubewanos, de magnitude absolue 6, découvert par le télescope spatial Kepler. Il fait environ 188 km de diamètre, 169 km pour son satellite. Les deux objets orbitent à 11 300 ± 450 km l'un de l'autre,.